# Grimmareds kirke
Grimmareds kirke er en kirkebygning i Gøteborgs stift i Sverige.

## Kirkebygningen
Stenkirken består af et rektangulært langhus med tresidigt korparti, et sakristi mod nord og et tårn mod vest. Det oprindelige kor blev i 1803 erstattet af et korparti i samme bredde som langhuset.
Tårnet opførtes i 1813. Kirken er hvidpudset.